# Luis Alberto Moreno
Luis Alberto Moreno Mejía  (Filadelfia, 3 de mayo de 1953) es un diplomático, periodista y hombre de negocios colombiano nacido en Estados Unidos. Exministro de Desarrollo Económico; Expresidente del Banco Interamericano de Desarrollo (BID). Asimismo previo a los Juegos Olímpicos de Río 2016 fue escogido como miembro del Comité Olímpico Internacional con 63 votos a favor, 13 en contra y 5 abstenciones.

## Biografía
Luis Alberto Moreno es hijo de Marta Mejía Pradilla y Bernardo Moreno Mejía (1928-2013), quien fue director del Instituto Colombiano de Bienestar Familiar bajo el gobierno de Misael Pastrana y hermano de Roberto Moreno Mejía, presidente y fundador de la constructora Amarilo. Está casado con María Gabriela Sigala, una filántropa venezolana; exesposa de Henrique Salas Feo. Moreno, tiene dos hijos de su primer matrimonio: Nicolás y Natalia.
Es exalumno del Colegio Gimnasio Campestre, fue asesor del empresario colombiano Luis Carlos Sarmiento Angulo y de Andrés Pastrana antes de que este último desempeñara la Presidencia de Colombia. Fue gerente de TV Hoy y es titulado en administración de negocios y economía la Florida Atlantic University en 1975. Master en administración de empresas (MBA) de la escuela de negocios Thunderbird School of Global Management. Obtuvo una beca en el programa para periodistas Nieman Fellowship Universidad Harvard (1990-1991).
El alcalde de Bogotá Hisnardo Ardila lo nombró en la junta de la Empresa de Telecomunicaciones de Bogotá. 
Fue presidente del Instituto de Fomento Industrial (IFI), entre diciembre de 1991 a julio de 1992 y posteriormente el gobierno de César Gaviria lo nombró Ministro de Desarrollo Económico (julio de 1992 y enero de 1994).
En 1998, el gobierno de Andrés Pastrana lo designa como embajador de Colombia ante el gobierno de los Estados Unidos, durante su período como embajador devolvieron a su cauce normal las relaciones de los dos países, deterioradas a raíz de los escándalos que sacudieron la elección de Ernesto Samper como Presidente de Colombia en 1994.
Se vio implicado en el caso de corrupción de Chambacu como ministro de Desarrollo del gobierno de Andrés Pastrana, que afectó a funcionarios de las administraciones de César Gaviria y Ernesto Samper, en el que se acusó también al exministro de Desarrollo, Fernando Araújo Perdomo de negociar en términos favorables al Instituto Nacional de Vivienda de Interés Social y Reforma Urbana (INURBE), y al Consorcio Chambacú de Indias S.A., del cual eran socios, un lote para desarrollar un proyecto de construcción llamado "Chambacú" desalojando a población afrodescendiente de extrema pobreza. 35 familias afrocolombianas fueron desalojadas trasladándolas al sector de Papayal, del cual no apareció registro catastral en el Instituto Geográfico Agustín Codazzi. Durante su secuestro de 7 años a manos de las Fuerzas Armadas Revolucionarias de Colombia - Ejército del Pueblo (FARC-EP), los cargos contra Fernando Araújo precluyeron, igual que los existentes contra Luis Alberto Moreno.

## Banco Interamericano de Desarrollo
Luis Alberto Moreno fue presidente del Banco Interamericano de Desarrollo (BID) hasta 2005 al 2020. Como titular del BID también presidió el Directorio Ejecutivo de BID Invest, el brazo del sector privado del Grupo BID, y el Comité de Donantes de BID Lab, una incubadora de innovación para el desarrollo.
Entre los hitos de la gestión de Moreno figuran: la aprobación en 2007 de US$4.400 millones en alivio de deuda para Bolivia, Guyana, Haití, Honduras y Nicaragua, los países miembros más endeudados de la región; la aprobación en 2010 del Noveno Aumento General de Capital, la mayor ampliación de recursos en la historia del Banco; la consolidación y expansión en 2016 de las operaciones del sector privado del Grupo bajo BID Invest; la recapitalización de BID Lab mediante históricas contribuciones de los países de América Latina y el Caribe en 2017; el lanzamiento de un fondo especial de donaciones en 2019 para ayudar a los países a integrar a los migrantes a las comunidades locales y contribuir a su desarrollo; y la respuesta institucional ante la pandemia del coronavirus en 2020.
Bajo el liderazgo de Moreno, el BID desempeñó un papel cada vez más relevante en temas de salud, educación, conectividad e innovación digital, desarrollo de infraestructura sostenible, energía renovable y medio ambiente, resiliencia y adaptación climática, migración, ciudades sostenibles, integración regional y mercados en la base de la pirámide. También se lanzaron e implementaron el Diálogo Empresarial de las Américas y ConnectAmericas, dos plataformas que promueven la cooperación y los negocios entre los países del hemisferio.

### Comité Olímpico Internacional
Siendo vigente presidente del Banco Interamericano de Desarrollo, fue elegido el 4 de agosto miembro representante del Comité Olímpico Internacional, siendo este uno de los cargos que busca impactar con su elección darle importancia la unidad del deporte en el marco del desarrollo de América Latina con el mundo, afirmando:

“Tengo el honor de presidir el principal banco de desarrollo que hay en América Latina y una de las razones por las que me invitaron es que el Comité Olímpico quiere, como legado de las Olimpiadas, estar mucho más cerca de los temas de desarrollo, temas en los cuales el Banco Interamericano lleva trabajando desde hace algún tiempo”. Luis Alberto Moreno”

## Reconocimientos
- Caballero Gran Cruz de la Orden de Boyacá, Colombia (2002).[9]
- Doctorado honoris causa por la Universidad Nacional Mayor de San Marcos, Perú (2008).[10]
- Doctorado honoris causa de la Universidad Icesi, Colombia (2011).
- Clinton Global Citizen Award en la categoría de Liderazgo en el Servicio Público, Estados Unidos (2012).
- Caballero Gran Cruz de la Orden de Isabel la Católica, España (2016).[11]
- Caballero Gran Cruz de la Orden Nacional al Mérito, Ecuador (2016).